# Снежный Ком М
Издательство «Снежный Ком М» — российское издательство художественной литературы. Основано в 2010 году. Относится к так называемому сегменту «малых издательств», книги издаются небольшими тиражами со внутренними иллюстрациями. Сотрудничает с известными российскими фантастами: Далией Трускиновской, Сергеем Чекмаевым, Зиновием Юрьевым, Геннадием Прашкевичем и другими.

## История создания

### Рижское издательство «Снежный ком»
14 февраля 2002 года Эрик Брегис создал литературный портал snezhny.com, после чего в 2005 году издал сборник стихов авторов портала. В 2006 году Эрик Брегис официально зарегистрировал в Риге издательство «Снежный ком», которое было рассчитано на русскоязычных читателей Латвии. Издательство взяло за принцип поддерживать высокий художественный уровень текстов и уделять повышенное внимание оформлению книг.
На конвенте «Интерпресскон» 2009 года издательство «Снежный ком» получило премию как самое профессиональное и оригинальное издательство. Произведения, публиковавшиеся в издательстве, попадали в лонг-лист премий «Русский Букер», «Большая книга», постоянный автор издательства Сергей Красильников в 2008 году получил национальную премию «Дебют» в двух номинациях.

### Московское издательство «Снежный Ком М»
С 2006 по 2009 год издательство «Снежный ком» (без литеры «М») базировалось в Риге. В дальнейшем сложности, связанные с логистикой, вынудили Эрика Брегиса в январе 2010 года перенести издательскую деятельность в Москву и зарегистрировать издательство под новым именем «Снежный ком М».. Соучредителем стал писатель Глеб Гусаков, печатающийся под псевдонимом «Ярослав Веров». Весной 2010 года вышли первые книги — сборник Ярослава Верова и Игоря Минакова «Операция „Вирус“» (серия «Настоящая фантастика») и сборник Дмитрия Колодана «Время Бармаглота» (серия «Нереальная проза»). В 2012 году на сайте «Снежного Кома М» открылся «Книжный киоск» с электронными версиями книг издательства, а также книг, которые по некоторым причинам не были изданы в бумаге.

## Серии издательства «Снежный Ком М»
Издательство «Снежный Ком М» постоянно ведёт три серии: «Настоящая фантастика», «Нереальная проза», «Антологии».
В серии «Настоящая фантастика» публикуются произведения, написанные в таких жанрах как твёрдая научная фантастика, социальная фантастика, киберпанк, альтернативная история, основанная на социологических выкладках и моделировании. Ведущий редактор — Глеб Гусаков.
- Ярослав Веров, Игорь Минаков «Операция «Вирус», апрель 2010
- Павел Амнуэль «Месть в домино», июнь 2010
- Максим Хорсун «Рождение Юпитера», июль 2010
- Мерси Шелли «2048. Деталь А», август 2010
- Мерси Шелли «2049. Деталь Б», сентябрь 2010
- Далия Трускиновская, «Дурни Вавилонские», ноябрь 2010
- Яна Дубинянская, «Письма полковнику», декабрь 2010
- Ярослав Веров, Игорь Минаков, Антон Первушин, Павел Амнуэль, Наталья Лескова, Евгений Войскунский «Бозон Хиггса» [11][12], декабрь 2010
- Борис Георгиев, «Охота на Улисса», февраль 2011
- Дмитрий Федотов «Аберрация», февраль 2011
- Зиновий Юрьев «Чужое тело или Пазл президента», март 2011
- Геннадий Прашкевич, Алексей Гребенников «Третий экипаж», апрель 2011
- Максим Хорсун «Ржавые земли», май 2011
- Тим Скоренко «Законы прикладной эвтаназии», июль 2011
- Андрей Козлович «Тёмное пламя», октябрь 2011
- Андрей Дашков «Плод воображения», октябрь 2011
- Мерси Шелли «Лишние детали», декабрь 2011
- Сергей Чекмаев «Очевидец», декабрь 2011
- Борис Георгиев «Далила-WEB», апрель 2012
- Сергей Герасимов «Сострадание к врагу», июнь 2012
- Евгений Белоглазов «Принцип суперпозиции», июль 2012
- Владимир Ешкилев «Питомник Богов», ноябрь 2012

В серии «Нереальная проза» публикуется проза с элементами нереального, необъяснимого (сюрреализм, абсурд, фантасмагория, мистика, сказка). Ведущий редактор серии — Эрик Брегис.
- Дмитрий Колодан «Время Бармаглота», апрель 2010
- Далия Трускиновская, «Сиамский ангел», июнь 2010
- Андрей Хуснутдинов «Гугенот», июль 2010
- Алексей Лукьянов «Глубокое бурение», август 2010
- Владимир Данихнов «Девочка и мертвецы», сентябрь 2010
- Ярослав Веров, «Третья концепция равновесия», ноябрь 2010
- Тим Скоренко «Сад Иеронима Босха», декабрь 2010
- Евгений Филенко «Шестой моряк», март 2011
- Владимир Данихнов, Артём Белоглазов, «Живи», апрель 2011
- Алексей Смирнов «Место в Мозаике», май 2011
- Игорь Каплонский «Ангелы Монмартра», октябрь 2011
- Ярослав Веров, «Двойники», октябрь 2011
- Аждар Улдуз «Сейд», декабрь 2011
- Тим Скоренко «Легенды неизвестной Америки», ноябрь 2012

В 2011 году к двум постоянным сериям издательства добавилась ещё одна — «Антологии», включающая в себя тематические сборники повестей и рассказов. Открыли серию книги «Классициум» и «Феминиум». В первой антологии современные авторы-фантасты писали от имени классиков литературы, во второй — авторы-мужчины писали от женского имени феминистическую прозу. Для раскрутки «Феминиума» и «Классициума» издательство объявляло конкурс «Угадай автора».
- «Феминиум. Антология феминистической фантастики», октябрь 2011
- «Классициум», ноябрь 2011[16][17]
- «Фантум 2012. Локальный экстремум», март 2012
- «Темпориум. Антология темпоральной фантастики», август 2012
- «Гусариум. К 200-летию фантастической победы», декабрь 2012

### Внесерийные издания
С 2012 года издательств запустило серию «Внесерийные издания». В ней печатаются книги, достойные внимания, но не попадающие под формат указанных выше серий.
- Михаил Костин, Алексей Гравицкий «Живое и мертвое», август 2012
- Михаил Костин, Алексей Гравицкий «Ученик мага», сентябрь 2012
- Михаил Костин, Алексей Гравицкий «Третья сила», сентябрь 2012
- Нильс Хаген «Охота на викинга», июль 2013

## Премии и награды издательства «Снежный Ком М»
Издательство «Снежный Ком М»
- «Лучшее издательство», Интерпресскон 2011, 2012
- «Премия им. В.Бугрова», Аэлита 2011[18]
- «Второй блин» (за вклад в развитие фантастики), Звёздный мост 2010[19]

### Интервью
- Алекс Громов. Фантастический элемент. Шесть вопросов издателю // Литературная газета. — 21 апреля 2010. — № 15 (6270).
- Элемент несуществующего. Шесть вопросов издателю // Литературная газета. — 16 марта 2011. — № 9(6313).
- Вымрут ли "Книгозавры"? Интервью Глеба Гусакова, Игоря Минакова и Сергея Чекмаева журналу "Пересадочная станция". Дата обращения: 14 января 2013. Архивировано из оригинала 22 января 2013 года.

### Прочее
- Официальный сайт издательства «Снежный Ком М»
- Сайт рижского издательства «Снежный Ком»
- Сайт рижского альманаха «Снежный Ком»
- «Сигнальный экземпляр», передача на смоленском областном телевидении — Андрей Криволапов о переделе книжного рынка, Глеб Гусаков об изд-ве «Снежный ком М» на YouTube
- Презентация издательства «Снежный ком М» на конвенте «Чумацкий шлях», Донецк, 2011 г. на YouTube